# Rudolf Brandt
Rudolf Brandt (ur. 2 czerwca 1909 we Frankfurcie nad Odrą, zm. 2 czerwca 1948 w Landsberg am Lech) – zbrodniarz hitlerowski, SS-Standartenführer, osobisty doradca Heinricha Himmlera i szef departamentu w Ministerstwie Spraw Wewnętrznych Rzeszy.
Był doktorem prawa. Członek NSDAP i SS. W okresie II wojny światowej osobisty doradca Himmlera, sekretarz stanu i szef departamentu w Ministerstwie Spraw Wewnętrznych Rzeszy. Brandt był współodpowiedzialny za przeprowadzenie Akcji T4 (zagłady osób niepełnosprawnych na terenie Rzeszy i państw okupowanych).
Po zakończeniu wojny zasiadł na ławie oskarżonych w procesie lekarzy (był jednym z trzech oskarżonych, którzy nie mieli wykształcenia medycznego) przed Amerykańskim Trybunałem Wojskowym (był to pierwszy z 12 tzw. procesów norymberskich). Podczas rozprawy nie przejawiał skruchy i został skazany na karę śmierci przez powieszenie. Wyrok wykonano na dziedzińcu więzienia w Landsbergu na początku czerwca 1948.